# Нендзян (река)
Нендзян (Нонни, Нундзян) (на китайски: 嫩江; на пинин: Nènjiāng) е река в Североизточен Китай, в автономен регион Вътрешна Монголия и провинции Дзилин и Хъйлундзян, ляв приток на Сунгари (десен приток на Амур). С дължина 1370 km и площ на водосборния басейн 244 000 km² река Нундзян води началото си под името Нанвънхъ на 700 m н.в. от южния склон на хребета Илхури Алин (съставна част на планината Голям Хинган). Първите около 130 km тече в източна посока, а след това до устието си – в предимно южна. В горното си течение (до устието на левия си приток Минлихъ) тече покрай западното подножие на планината Малък Хинган, в полупланински и хълмисти райони в сравнително широка, залесена и слабо населена долина. След това навлиза в северозападната част на обширната равнина Сунляо и тече основно по нейната западна периферия като силно меандрира, а руслото ѝ се дели на ръкави и протоци. В долното течение ширината на коритото ѝ достига 500 – 1000 m, а по време на летните разливи, обусловени от мусонните дъждове – до 15 – 20 km. Основни притоци: леви – Минлихъ, Келохъ, Немер (569 km); десни – Лалулихъ, Добукурхъ, Ганхъ (446 km), Номинхъ, Ялухъ, Чол (610 km), Таоерхъ (595 km). Среден годишен отток в долното течение – около 700 m³/s. Замръзва през ноември, а се размразява през април. Плавателна е за дълбоко газещи речни съдове до град Цицихар, а за плитко газещи – до град Нундзян. В горното и средно течение водите ѝ се използват за транспортиране на суров дървен материал. Долината на Нендзян в средното и долно течение е гъсто населена, като най-големите селища са градовете Нендзян, Лаха, Фуюй, Цицихар, Хулан Ерги, Ананси, Далай.